# Jogos Regionais do Idoso
Os Jogos Regionais do Idoso ou simplesmente JORI são disputados pelas representações municipais do estado de São Paulo é promovido anualmente pelo Fundo Social de Solidariedade do Estado de São Paulo e realizado em parceria com a Secretaria da Juventude, Esporte e Lazer, Secretaria de Desenvolvimento Social, Secretaria da Educação e Secretaria da Saúde em conjunto com os municípios–sede. As competições são realizadas considerando-se as Regiões Administrativas estabelecidas, pela Coordenadoria de Esporte e Lazer (CEL).

## História
Os Jogos do Idoso tiveram início em 1994, com a nomenclatura de “Caras e Coroas”, em São Paulo, no Ginásio do Ibirapuera. O evento foi um sucesso, e a Secretaria de Esporte de São Paulo, organizou outro encontro dos participantes em 1995, mas já com o nome de Jogos Regionais do Idoso (JORI), tendo como objetivo principal proporcionar aos idosos a socialização, integração, e participação em evento, competindo saudavelmente entre si, buscando a superação.
Para a participação nos Jogos, até o ano de 1997 a idade mínima era de 55 anos, mas a partir do ano de 1998 a idade minima foi elevada para 60 anos. Os jogos passaram a realizar-se em algumas regiões paulistas, evoluíram e tornaram-se classificatórios para JEI - Jogos Estaduais do Idoso, que atualmente alteraram a nomenclatura para JAI - Jogos Abertos do Idoso.
Em 2013 deveria ser a vigésima edição dos jogos; mas depois da entrada do Fundo Social de Solidariedade e seus parceiros na organização, os organizadores em 2001, decidiram retroceder a contagem; e consideraram a contagem do 1º JORI a do ano de 1997.
A contagem das edições dos Jogos Regionais do Idoso ficou da seguinte forma:
|     | Antes | Ano  | Atual |
| 1.  | I     | 1994 |       |
| 2.  | II    | 1995 |       |
| 3.  | III   | 1996 |       |
| 4.  | IV    | 1997 | I     |
| 5.  | V     | 1998 | II    |
| 6.  | VI    | 1999 | III   |
| 7.  | VII   | 2000 | IV    |
| 8.  |       | 2001 | V     |
| 9.  |       | 2002 | VI    |
| 10. |       | 2003 | VII   |
| 11. |       | 2004 | VIII  |
| 12. |       | 2005 | IX    |
| 13. |       | 2006 | X     |
| 14. |       | 2007 | XI    |
| 15. |       | 2008 | XII   |
| 16. |       | 2009 | XIII  |
| 17. |       | 2010 | XIV   |
| 18. |       | 2011 | XV    |
| 19. |       | 2012 | XVI   |
| 20. |       | 2013 | XVII  |
| 21. |       | 2014 | XVIII |
| 22. |       | 2015 | XIX   |
| 23. |       | 2016 | XX    |
| 24. |       | 2017 | XXI   |
| 25. |       | 2018 | XXII  |
| 26. |       | 2019 | XXIII |
| --- | ----- | ---- | ----- |

## Organização
Toda organização e regulamento do evento “JORI”, é feito em São Paulo, na Secretaria de Esporte, Lazer e Juventude e o Fundo de Solidariedade contribui para o acontecimento do evento juntamente com os municípios sedes. Para a disputa das modalidades é necessário que o participante tenha sessenta anos completos ou a serem completados no ano da realização dos jogos, ou idade superior. O JORI é composto de quatorze modalidades esportivas que são:

### Modalidades
- Atletismo
- Bocha
- Buraco
- Coreografia
- Damas
- Dança de salão
- Dominó
- Malha
- Natação
- Tênis
- Tênis de mesa
- Truco
- Voleibol adaptado
- Xadrez

### Categorias
São disputadas as modalidades, nas seguintes categorias:
a)  Atletismo e Natação, Masculino e Feminino:
- Categoria “A” – de 60 anos completos ou a serem completados no ano da realização dos jogos a 64 anos.
- Categoria “B” – de 65 a 69 anos
- Categoria “C” – de 70 a 74 anos
- Categoria “D” – de 75 a 79 anos
- Categoria “E” – de 80 a 84 anos
- Categoria “F” – a partir de 85 anos

b)  Dança de Salão Misto, Tênis, Tênis de Mesa e Voleibol Adaptado Masculino e Feminino:
- Categoria “A” – de 60 anos completos ou a serem completados no ano da realização dos jogos a 69 anos.
- Categoria “B” – a partir de 70 anos

c)  Bocha, Buraco, Coreografia, Damas, Dominó, Malha, Truco e Xadrez
- Categoria “Única” - Para a disputa é necessário ter 60 anos completos ou a serem completados no ano da realização dos jogos, ou idade superior.

## Objetivos
Os Jogos Regionais do Idoso, durante todos esses anos, têm por objetivos valorizar e estimular a prática esportiva, como fator de promoção de saúde e bem estar, resgatando a autoestima para melhor convívio social dos idosos do Estado de São Paulo.